# Medeltidsveckan
Medeltidsveckan har anordnats under vecka 32 på Gotland sedan år 1984, och då främst i Visby men med aktiviteter även på landsbygden. Temat utgår från den danske kung Valdemar Atterdags brandskattning av Visby år 1361, men under senare år har temat utvecklats till att inkludera även generell nordisk och europeisk medeltid. Medeltidsveckan genomförs i augusti från söndag i vecka 31 till söndagen vecka 32. Under festivalen genomförs upp till 600 evenemang.
Under medeltidsveckan anordnas medeltida marknad, tornerspel, bågskyttetävlingar och liknande. Utställare, föreläsare och artister bär medeltida eller medeltidsinspirerade kläder, men även många besökare kommer i kläder av olika historiska eller fantasy-inspirerade snitt. År 2007 beräknades turister handla för 125 miljoner kronor och år 2014 var motsvarande summa 204 miljoner kronor.

## Historia
Medeltidsveckan hölls första gången 1984 och arrangerades de första åren av Sveriges kyrkliga studieförbund.  Det startade som ett kulturprojekt, Medeltidsmänniskans liv och tro, och några av initiativtagarna var Wiveka Schwartz, Kurt Genrup, Marita Jonsson, Synnöve Gahrén och Michael Neumann. Arrangemanget kom till stånd efter att Schwartz året innan hade varit med och arrangerat Franciskanerdagarna, då det var 750-årsjubileum av att Franciskanorden kommit till Visby. Detta blev så lyckat att Schwartz uppmuntrades att söka bidrag om att göra mer medeltidsaktiviteter följande år. I november 1983 skickade hon in en ansökan och blev beviljad 30 000 kr i bidrag. 9 januari 1984 hölls första träffen för temaveckan och fredag 13 januari 13.00 samlades de fem för första gången på Schwartz kontor och då fastslogs tidpunkten vecka 32 och hela konceptet om Valdemarståget, Valdemarstavlan och brandskattning. För att sprida kunskapen om medeltiden hos Gotlandsborna innan den första veckan hölls fyra utbildningsdagar; Medeltidsmänniskan i staden i Fornsalen på Gotlands museum, Medeltidsmänniskan i landet i Folkets hus i Hemse, Medeltidsmänniskan i kyrka och kloster i Bunge intill kyrkan samt en dräktdag med specialist Margareta Nockert, för idén var att man skulle sy egna dräkter.
Senare togs arrangemanget över av Gotlands Bildningsförbund för att 1991 tas över av Stiftelsen Medeltidsveckan på Gotland som nyss bildats. Stiftelsen skapades av Gotlands museum, Gotlands bildningsförbund, Gotlands hembygdsförbund, Gotlands turistförening, Medeltidsgillet och Region Gotland.
År 2007 bildades aktiebolaget Medeltidsveckan på Gotland AB som är ägt av stiftelsen för att sköta driften.
De första åren var det aktiviteter bara under helgerna, främst på söndagarna.
År 2010–2013 spelades en dokumentärfilm in, under namnet Sju dagar.
År 2014 gjorde HUI en evenemangsmätning av Medelstidsveckan. Syftet med undersökningen var att undersöka turismens konsumtion under Medeltidsveckan för att beräkna och redovisa de turistekonomiska effekterna för Region Gotland av evenemanget.

### Gästspel
• 1992–1994 spelade Sorkar & Strängar på Medeltidsveckan.
• Rävspel och Kråksång spelade år 2005.
• "Jungfrusägnen", en musikal av Josefin Alfredson Agnestig om Unghanses dotter, framfördes år 2012 i Sankta Karins ruin, med bl.a. Vilhelm Blomgren i en huvudroll. Bengt Sprowede från Sproge spelade kung Valdemar Atterdag i denna musikal, och Jonas Larsson Grönström från Hemse (senare Visby) spelade hans son, kronprins Christoffer av Danmark.
• År 2020 slog coronapandemin hårt mot världen och även för medeltidsveckan. Så istället för många olika aktiviteter och en stor marknad på plats i Visby, valde man att erbjuda programmet enbart online. Man direktsände en vecka i sträck över Youtube. Där hade man gjort ett urplock av alla akter som vanligtvis finns på plats vecka 32 som nu uppträdde live. Medeltidsveckan hade även en online marknadsplats samt kurser, föreläsningar, reportage och stadsvandringar online.

## Återkommande händelser

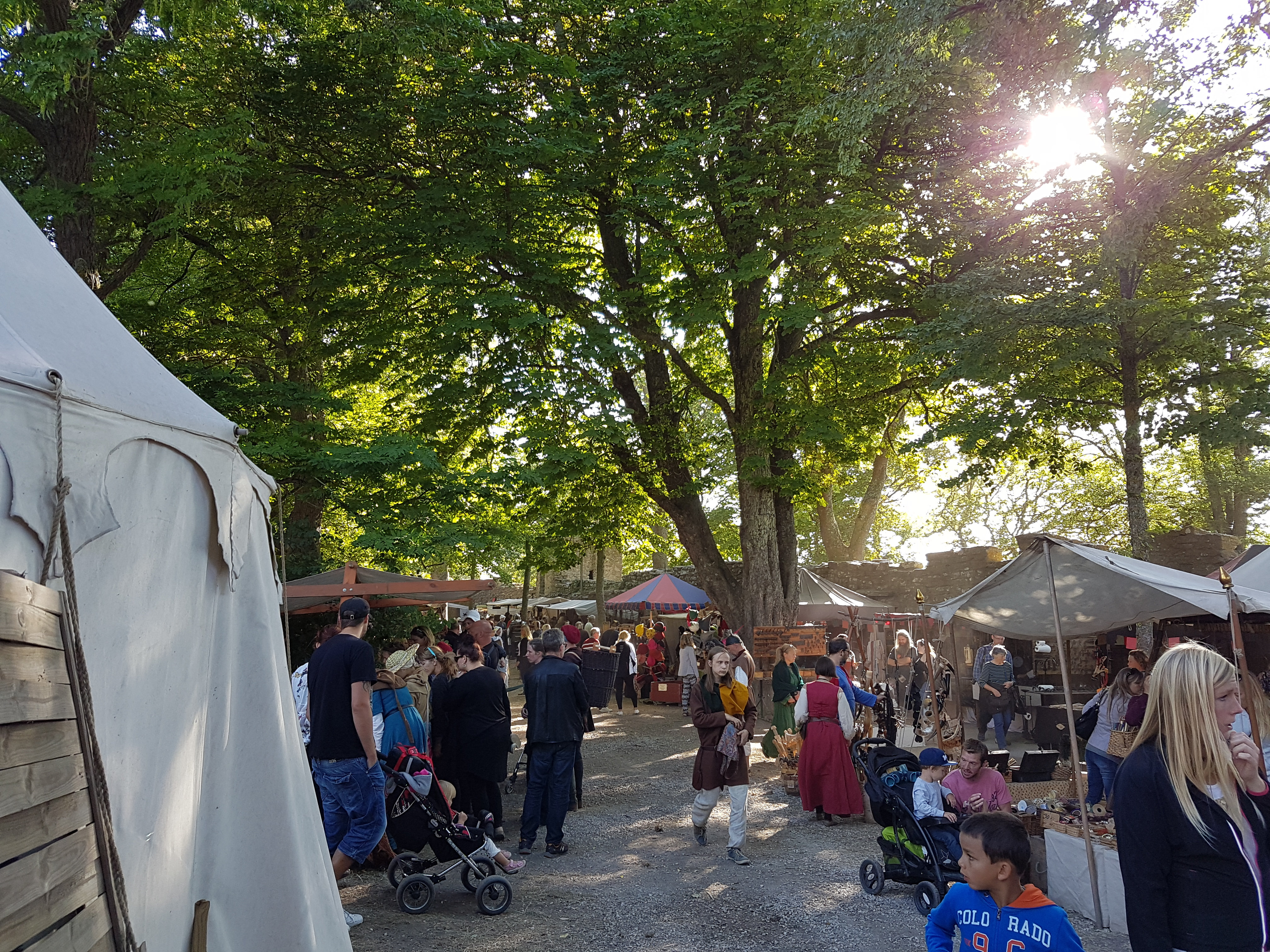
Marknaden 2016.

Många av de återkommande händelserna är initierade av deltagare på Medeltidsveckan utan arrangörernas inblandning. Ibland överlever dessa i flera år och blir traditioner som pågår även i dag. 

### Valdemar Atterdag
Valdemar Atterdag har en alldeles särskild ställning inom Medeltidsveckan. Valdemars intåg i Visby och Brandskattning 1361, har dramatiserats och spelats upp ett flertal gånger. Valdemar Atterdag har spelats av Kurt Genrup (1984), Bo Genfeldt (1985) och Roland Johansson från Hallbjäns i Guldrupe (sedan 1986)
Sedan 2011 har det ungefär vart tredje år, genomförts av organisationen Battle of Wisby, som även sätter upp ett historiskt korrekt läger där förberedelser för striderna sker. Detta har varit ett rejält lyft för de historieintresserade besökarna.

### Battle of Wisby
Battle of Wisby återskapar slagen i Mästerby och Visby 1361 för att sprida kunskap om de historiska händelserna. Men även för att uppmärksamma de trauman som följde för lokalbefolkningen på Gotland efter slagen. Flera hundra deltagare från ett närmare 20 länder är med för att återskapa denna strid.

### Marknad
Marknaden fanns med från starten och var från början på Strandgatan. År 2002 hade den medeltida marknaden växt sig för stor, området kring Strandgatan och Almedalen var alltså för litet. År 2003 genomfördes marknaden runt tornerspelsarenan på Strandgärdet. År 2004 hyrde DBW (De Badande Wännerna) ut området norr om Visby botaniska trädgård till Medeltidsveckan. Från detta år genomförs marknaden alla dagar under veckan. På marknaden kan man köpa allehanda tidstypiska saker. För att delta i Medeltidsveckan som säljare behöver man anmäla sig via medskaparportalen och bli godkänd där.

### Tornerspel

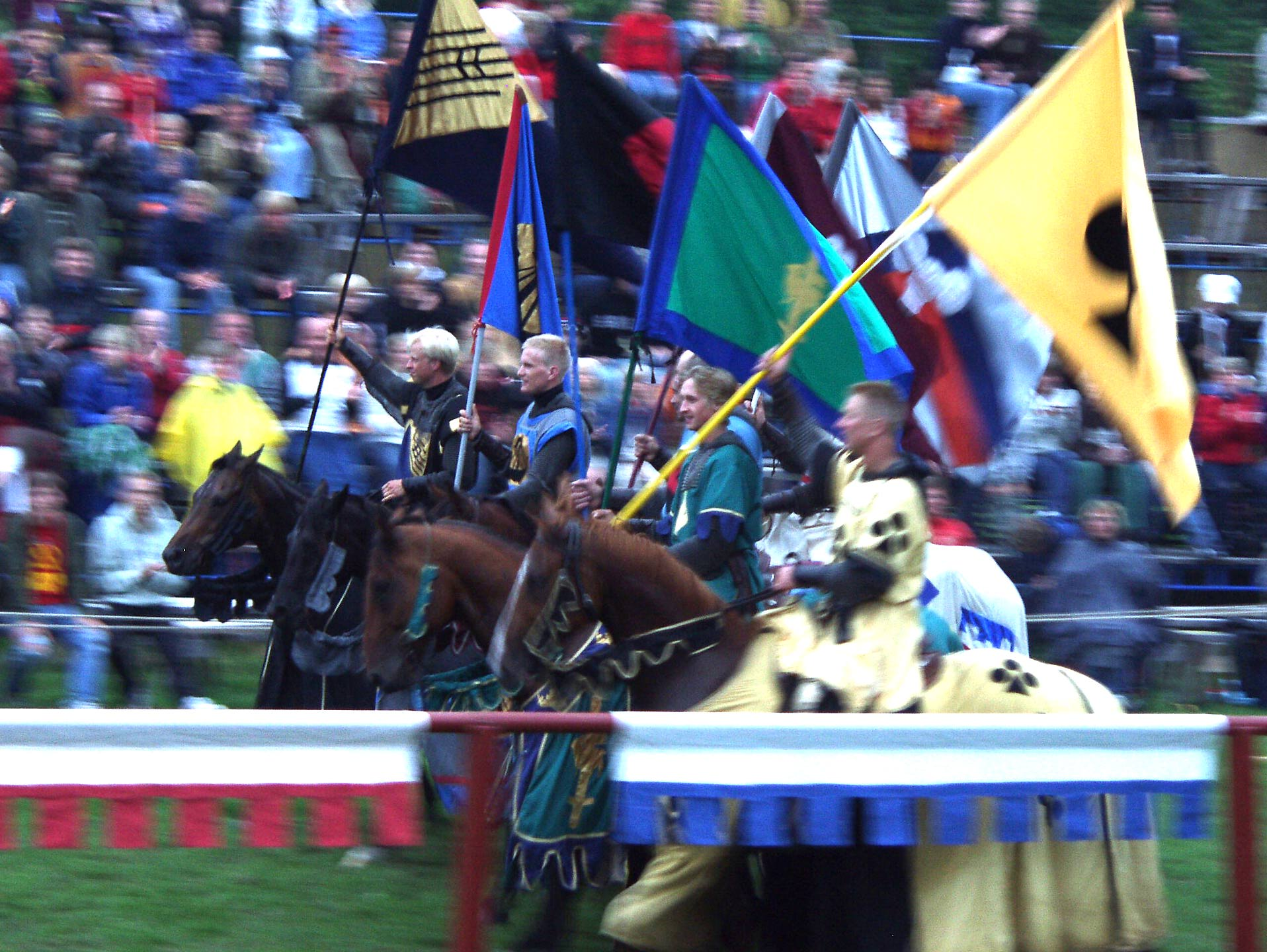
Tornerspel vid Strandgärdet, 2005.

År 1987 var tornerspelsteamet Ultimathule (ej att förväxla med musikgruppen som senare tog namnet) inbjudet. Riddarna red i parader och genomförde flera tornerspel på Strandgärdet norr om Visby ringmur. Till finalen den sista helgen var flera ryttare från Gotland Western Riders med i lånta dräkter. De bildade strax efteråt den gotländska tornerspelsgruppen Riddarsällskapet Torneamentum.
År 1988 genomfördes de första Tornerspelen på Strandgärdet norr om Visby ringmur. Där medverkade riddare ur Riddarsällskapet Torneamentum, bågskyttar från bågskytteklubben Vildkaninerna och kämpar från SCA-föreningen Styringheim. Under 1993 utvecklades Tornerspelen ytterligare och tre spel genomfördes under juli månad och tre spel under Medeltidsveckan. Tornerspelen spelas på tornerspelsarenan Strandgärdet strax norr om Visby Ringmur på en arena med 3000 sittplatser. Tornerspel på landsbygden har hållits bland annat på Kattlunds gård, i Burgsvik bakom Grå Gåsen, på Warfsholm, Bunge Museum och vid Lickershamn.

### 100 knektars marsch
En marsch sammankallad av föreningen Proknekt (sedan 2010). Går från Söderport till "Forum Vulgaris" nere på marknaden. Man behöver inte vara historiskt korrekt eller medlem i Proknekt för att delta i marschen, det enda som krävs är man är klädd i en knektinspirerad dräkt eller bumla.

### Bollsport

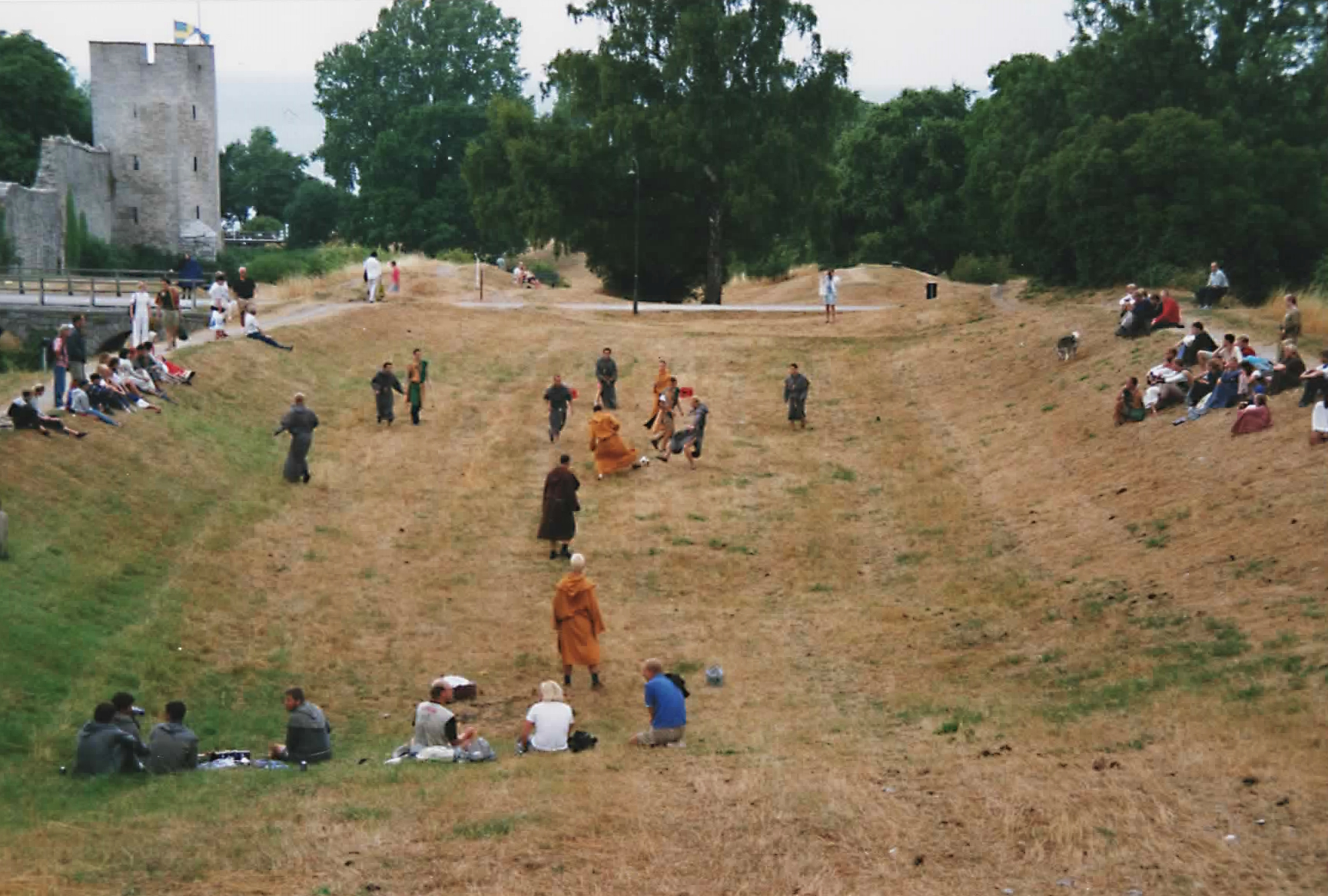
Munkbollen i Nordergravar, 1999.

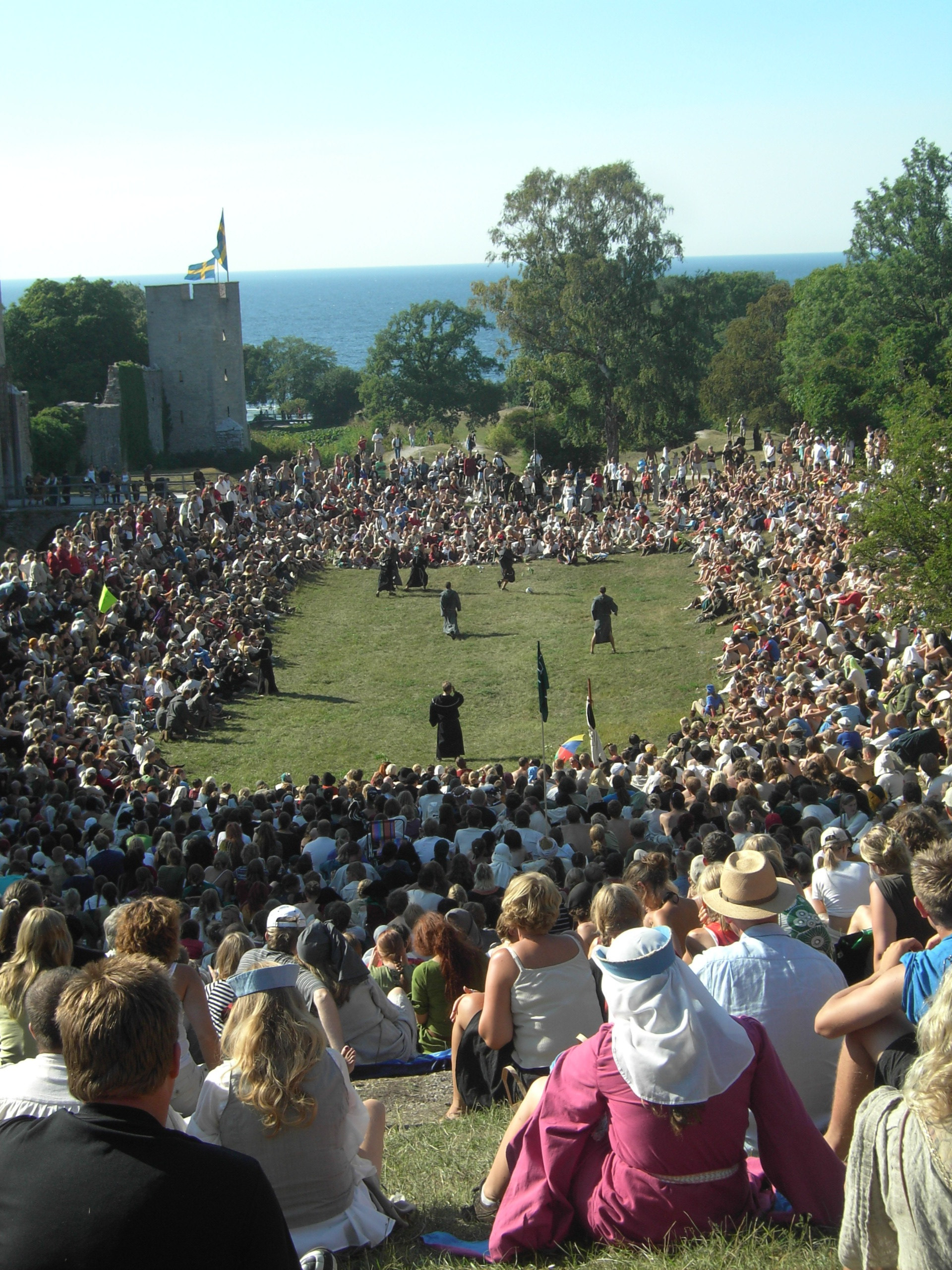
Medeltida fotboll i Nordergravar, 2006.

1997 började personer utklädda till munkar spela fotboll i Nordergravar, där Franciskanermunkar mötte Benediktinermunkar. Munkbollen spelades traditionellt på måndagen. På tisdagen spelades riddarbollen. Båda dessa har slutat, sista året för munkbollen var 2006. Från 2008 har det under några år spelats något som kallas Broll i samma anda. Där spelar ett lag med barbarer mot ett lag med araber. Alla matcher spelas i humoristisk anda i syfte att roa publiken och deltagarna snarare än att vinna matchen i sig.

### Riddargård
Riddargård är producerad av Medeltidsveckan på Gotland i samarbete med Fenomenalen Science Center på Gotland. Detta projekt gjordes för första gången år 2019 och planeras fortsätta för att sprida medvetenhet om hållbar utveckling. Riddargård är en samling stationer som reflekterar de globala målen. FN:s globala mål presenteras som riddarideal.

### Övriga återkommande händelser
• Invigningsparad (sedan 1997)
• Slaget vid Mästerby - historiskt återskapande av Slaget vid Mästerby (sedan 2011).
• TRiX eldcirkus – med bland annat en gratis föreställning i Nordegravar (sedan 1996).
• Tältläger och träff för Society for Creative Anachronism (sedan 1985).
• Jauvet satte 1997–2010 upp komiska improvisationsteatrar.
• Armborstuppvisning av Gutars bågskyttar 
• Koenix – konserter och uppträdanden (sedan 2012).
• Bagad Wisby – en skiftande samling musiker gör en medeltidsinspirerad konsert (sedan 2012)

## Publikationer och i kulturen

### Dokumentärfilm
År 2010–2013 spelades dokumentärfilmen Sju dagar in, den är producerat av Björn Tjärnberg, Carin Eriksson. Producerat av Ola Eliasson, Jan Lekemark, Josef Nyberg. Regi och foto Björn Tjärnberg. Originalmusik Jan Lekemark. Ljuddesign Ola Eliasson. Foto Adam Lundquist, Torben Julius, Magnus Laupa, Josefin Nyber, Lars Hogéus. Klippning Björn Tjärnberg. Projektledare Carin Eriksson. Produktionsledare Stefan Laupa. Platskoordinator Birna Bloom Kauppi. Produktionsassistent Mikael Laupa. I samarbete med Gotlands filmfond, med stöd av film på Gotland. Musik med i klippen Loke, Poeta Magica, Musica, Proknekt, Vagando, Thomas Born, Patrask med flera.  Dokumentären handlar om Medeltidsveckan. 2014 hade den premiär i kyrkbacken mellan domkyrkan i Visby och Kyrktrappen därbredvid. Den har även sänts på SVT. 2014 fick inspelningsteamet Studieförbundet Vuxenskolans kulturpris.

### I populärkulturen
Böcker som  utspelar sig under Medeltidsveckan:
- 2003 – Silverkronan av Anna Jansson
- 2009 – Först när givaren är död av Anna Jansson
- 2010 – Riddarnas kamp, barnbok av Anna Jansson
- 2012 – När skönheten kom till Bro av Anna Jansson
- 2012 – Sorkspolingen av Christina Wahldén

## Priser och utmärkelser
- 1986 fick Wiveka Schwartz och Tovan Obrador ett kulturstipendium om 3 000 kr från Visby Lions Club för "deras energiska och målmedvetna arbete med medeltidsveckan".[13]

- 1996 fick Medeltidsveckan Stora turismpriset på 100 000 kronor. [14]

- 2011 fick Medeltidsveckan kulturpris från Union of the Baltic Cities.[15]

- 2015 blev Medeltidsveckan utsedd till Årets turistmål.[16]

- 2020 vann Medeltidsveckan Stora Turismpriset för "Medeltidsveckan Plague Edition", ett digitalt genomförande av Medeltidsveckan under Covid-19 pandemin.[17]

## Bildgalleri

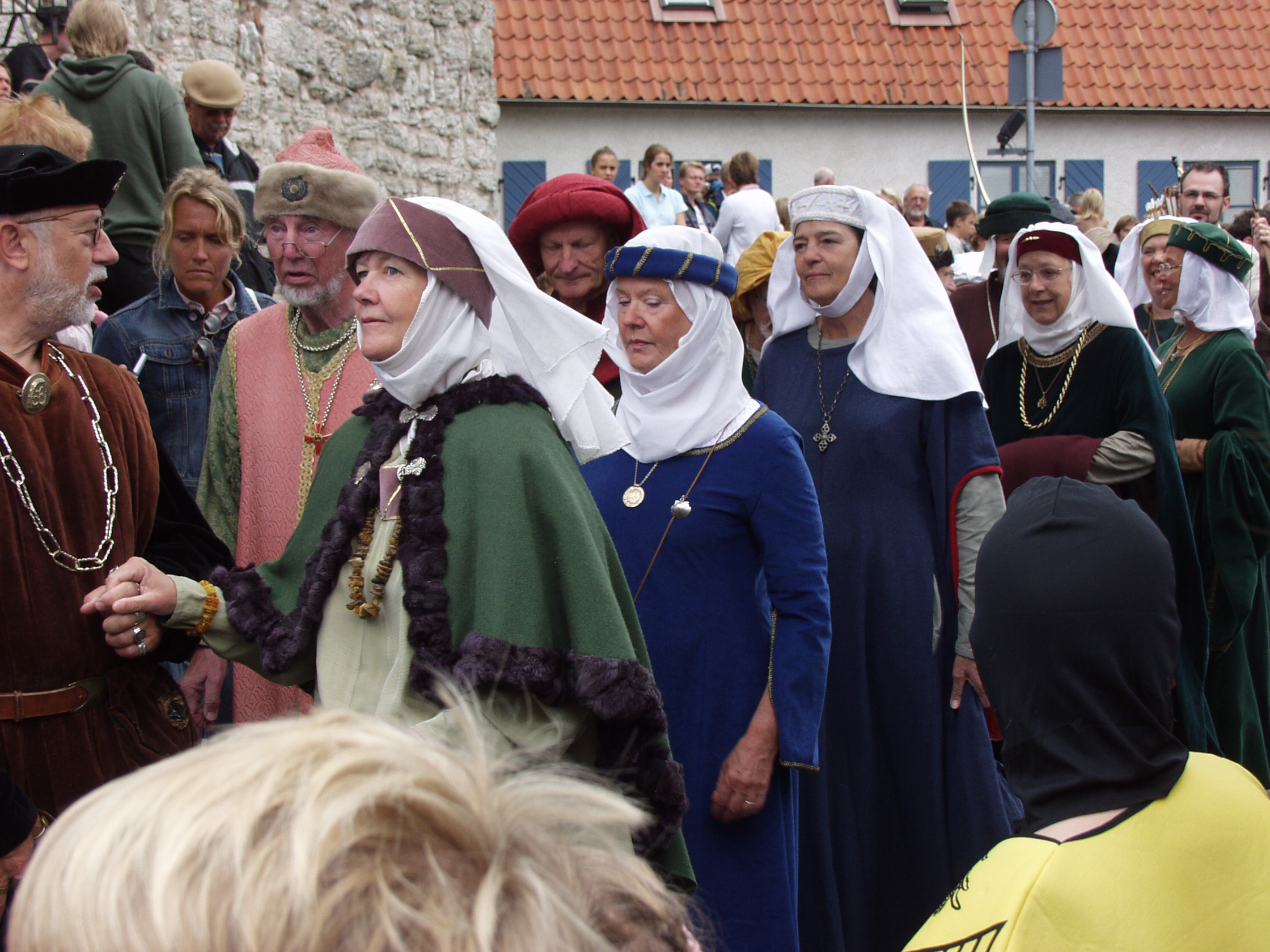
Några av tidigare medeltidsveckors "borgmästare" och "borgmästarhustrur" under Medeltidsveckans andra söndag, 2005.
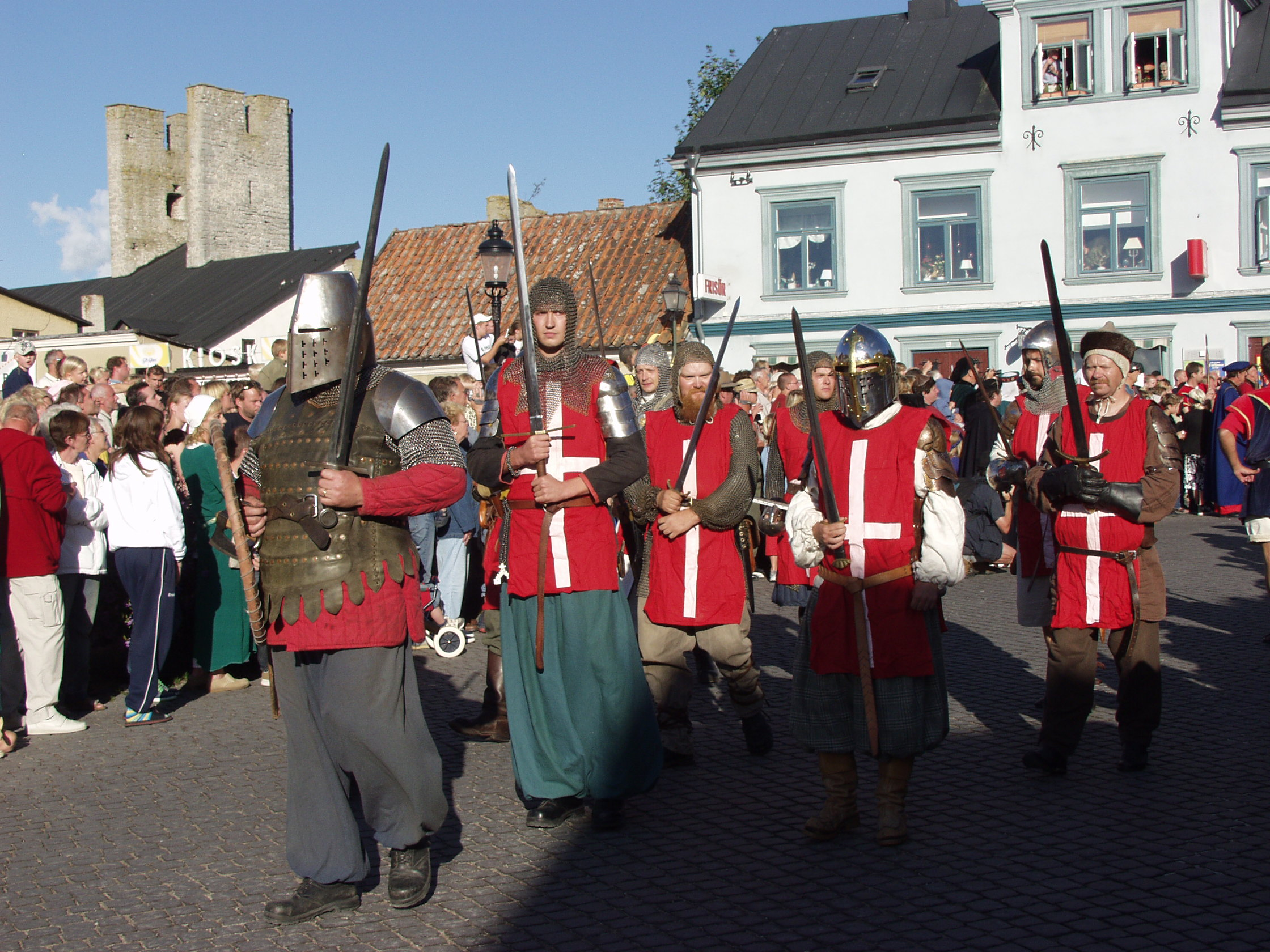
Intåget vid Söderport, 2005.
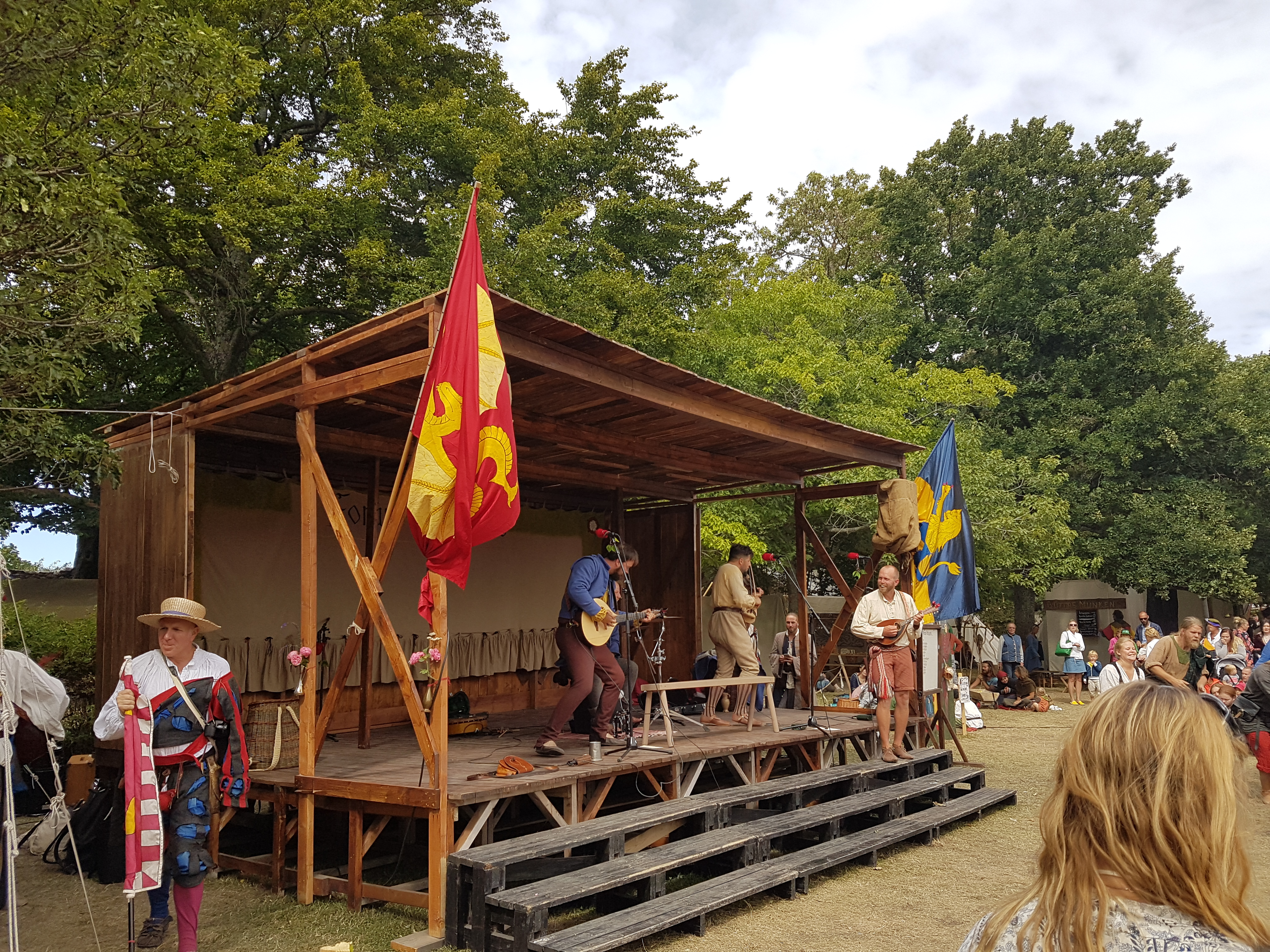
Scenen vid Forum Vulgaris.
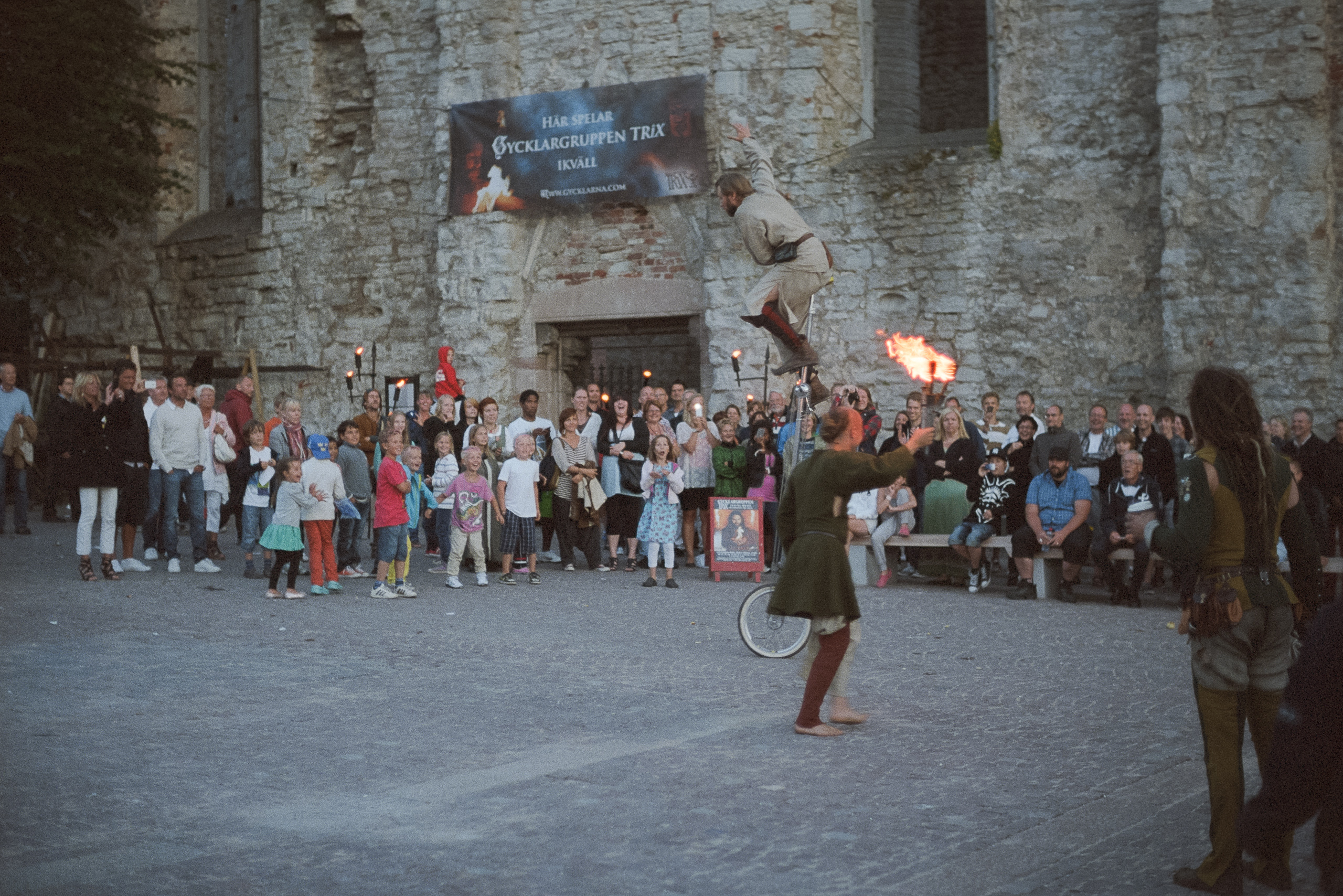
Gycklare och eldkonster.
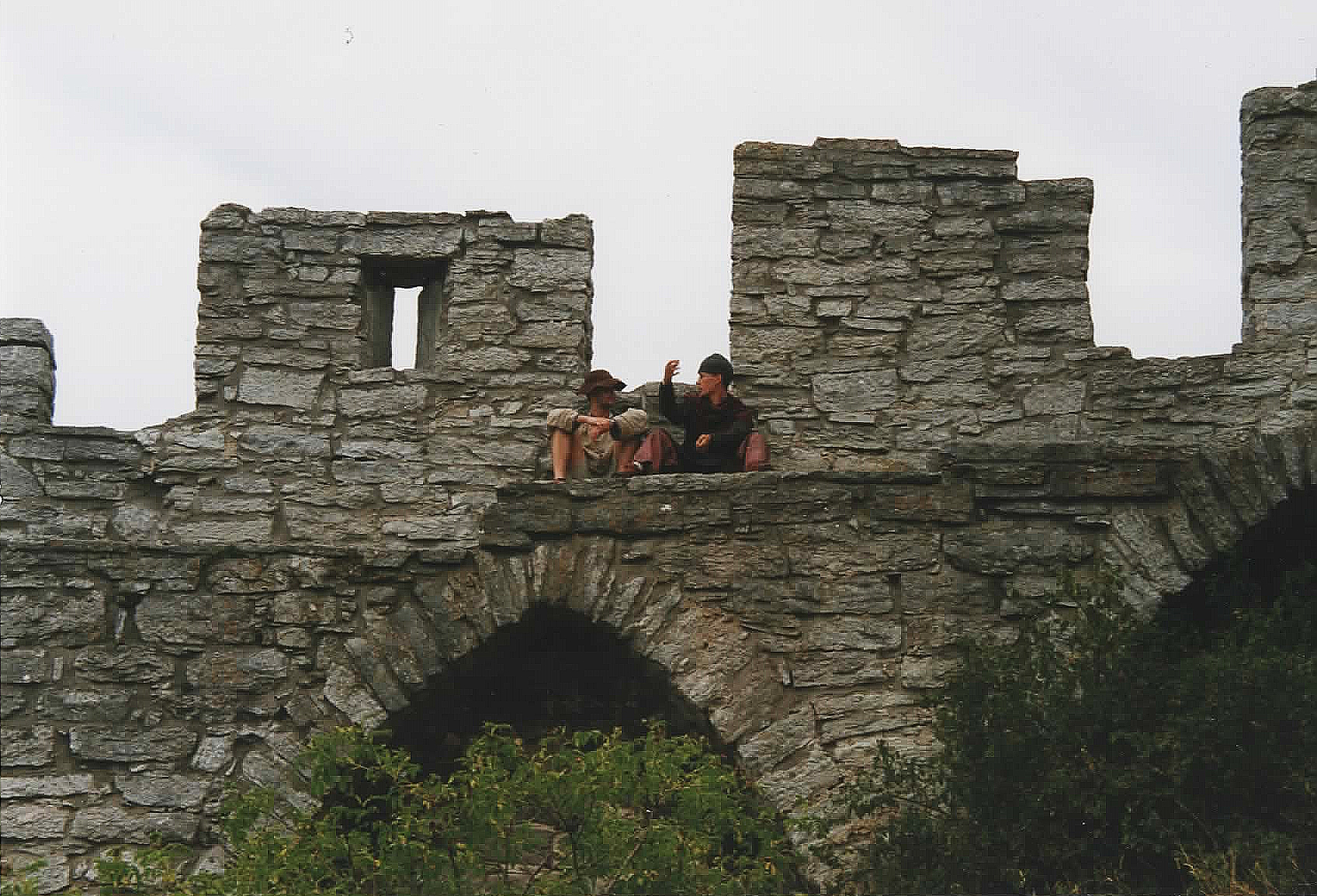
Ringmuren med medeltidsklädda besökare, 1999.

## Inofficiella evenemang
Det har vuxit fram ett separat fenomen parallellt med det officiella arrangemanget Medeltidsveckan, ofta kallat den inofficiella Medeltidsveckan.
Det inofficiella firandet har vuxit sedan covid‑19‑pandemin och omfattade i mitten av 2020‑talet gycklaruppträdanden, eldshower, hantverksdemonstrationer och temafester, ofta på privata eller allmänna platser utanför det officiella Medeltidsveckans område. Aktiviteterna samordnas inte av den ideella föreningen Medeltidsveckan, men lockar ändå hundratals besökare varje år.
Initiativet bakom den inofficiella veckan kommer till stor del från deltagare själva, inklusive medeltidsentusiaster, reenactmentgrupper och marknadsaktörer. En del arrangörer marknadsför sina evenemang under namnet "inofficiella Medeltidsveckan", bland annat genom webbplatsen imtv.se.